# Anna Vyakhireva
Anna Vyakhireva (em russo:  Анна Викторовна Вяхирева; Volgogrado, 13 de março de 1995) é uma handebolista profissional russa. Atuou pela seleção feminina de handebol feminino da Rússia nos Jogos Olímpicos de Verão de 2016, no Rio de Janeiro. Em maio de 2016 foi contratada pela equipe do Rostov-Don. Antes atuava pelo Astrakhanochka  .
Foi eleita a melhor jogadora do torneio olímpico de 2016.